# Archisotoma jariani
Archisotoma jariani is een springstaartensoort uit de familie van de Isotomidae. De wetenschappelijke naam van de soort is voor het eerst geldig gepubliceerd in 2019 door De Lima, Zeppelini en De Mendonça.